# Club Tijuana Xoloitzcuintles de Caliente
O Club Tijuana Xoloitzcuintles de Caliente, também conhecido como Club Tijuana e geralmente chamado por seu apelido Xoloitzcuintles, é um clube mexicano de futebol da cidade de Tijuana, Baja California. Suas cores são vermelho e preto.

## História

### A fundação
O Club Tijuana foi fundado em 2007. O nome da equipe foi posteriormente alterado para Club Tijuana Xoloitzcuintles de Caliente. O proprietário Jorge Hank Rhon anunciou a construção do Estádio Caliente, um novo estádio com capacidade para 33.333 pessoas perto do Agua Caliente Racetrack.
Jorge Alberto Hank, de 28 anos, filho de Jorge Hank Rhon, é o presidente da equipe. Ele anunciou várias vezes que seu objetivo a curto prazo era ser promovido para a  Primera División de México.

### O início
Eles foram campeões do Torneo Apertura 2010 depois de derrotar o Veracruz por 3-0 em uma série de duas partidas.
A equipe avançou para a Primera División de México com uma vitória em casa sobre o Irapuato por 2-1. Faria história ao conquistar a Primeira División pela primeira vez em 2012, com duas vitórias sobre o Toluca.
Em 2013, disputou a Copa Libertadores da América pela primeira vez, obtendo na primeira fase uma vitória por 1-0 sobre o Millonarios, uma goleada sobre o San José por 4-0, uma vitória por 1-0 sobre o Corinthians, uma derrota de 3-0 para o Corinthians, um empate de 1-1 com o San José e uma vitória de 1-0 sobre o Millonarios classificando-se para as oitavas de final como o melhor segundo colocado do torneio pelo saldo de gols. No jogo de ida das oitavas de final no Estádio Caliente a equipe empatou em 0-0 com o Palmeiras. O jogo de volta foi no dia 14 de maio no Estádio do Pacaembu em São Paulo, quando o Tijuana surpreendeu o time brasileiro em pleno Pacaembu lotado pela torcida adversária, vencendo a partida por 2-1 e passando para as quartas de final da competição. No jogo de ida das quartas de final, em Tijuana, o time mexicano não passou de um empate por 2-2 contra o Atlético Mineiro. O jogo de volta foi no dia 30 de maio no Estádio Independência em Belo Horizonte, quando o Tijuana segurou o empate por 1-1 contra o time brasileiro mas acabou sendo eliminado da competição por causa do gol fora de casa, já que a equipe brasileira marcou duas vezes no jogo de ida no México das quartas de final da Libertadores 2013. Naquele jogo, inclusive, o Tijuana teve a chance de ouro para avançar às semifinais, quando teve um pênalti a favor aos 48 minutos do segundo tempo. O atacante Riascos encarregou-se da cobrança. Ele chutou no meio do gol, mas o goleiro Victor alcançou o chute com seu pé esquerdo e classificou o Atlético às semifinais.

## Títulos
| Nacionais | Nacionais           | Nacionais | Nacionais       |
|           | Competição          | Títulos   | Temporadas      |
| --------- | ------------------- | --------- | --------------- |
| México    | Campeonato Mexicano | 1         | 2012 (Apertura) |
| México    | Liga de Ascenso     | 1         | 2010 (Apertura) |

### Sub-17
Torneio Future Champions - FIFA: 2013 Gauteng

## Elenco atual
Atualizado 16 de abril de 2021.
Legenda
- : Capitão
- : Jogador lesionado/contundido

## Treinadores
- Víctor Rangel (2007)
- Wilson Graniolatti (2008–2009)
- Juan Antonio Luna (2009–2010)
- Joaquín del Olmo (2010–2011)
- Antonio Mohamed (2011–2013)
- Jorge Almirón (2013)
- César Farías (2013-2014)
- Daniel Guzmán (2014-presente)

## Estádio Caliente
O Estádio Caliente é um estádio de futebol localizado na cidade de Tijuana, Baja California, México.
O estádio tem gramado sintético, capacidade para 33.333 espectadores, e o Club Tijuana manda seus jogos do Campeonato Mexicano neste estádio.